# Liwadia (gmina)
Liwadia (gr. Δήμος Λεβαδέων, Dimos Lewadeon) – gmina w Grecji, w administracji zdecentralizowanej Tesalia-Grecja Środkowa, w regionie Grecja Środkowa, w jednostce regionalnej Beocja. W 2011 roku liczyła 31 315 mieszkańców. Powstała 1 stycznia 2011 roku w wyniku połączenia dotychczasowych gmin: Liwadia, Cheronia, Dawlia i Koronia oraz wspólnoty Kiriaki. Siedzibą gminy jest Liwadia.